# Trusiówka
Trusiówka – polana w dolinie Kamienickiego Potoku w Gorcach. Jest to nieduża polana na lewym brzegu tego potoku, tuż przed granicą Gorczańskiego Parku Narodowego. Znajduje się na niej parking i pole biwakowe. Polana ma powierzchnię 4,22 ha i położona jest na wysokości 710–730 m n.p.m. Przy polanie, tuż za mostkiem uchodzi ze stoków Gorca do Kamienickiego Potoku jego dopływ – potok Spaleniec.
Na polanie istniała dawniej huta szkła. Wykorzystywała miejscowe surowce; potaż produkowany w tzw. potaszniach w kilku miejscach w Gorcach i drewno bukowe z gorczańskich lasów (do opalania pieców hutniczych). Piasek nadający się do produkcji szkła musiano jednak furmankami sprowadzać aż z okolic Krakowa. Pamiątką po hucie są kawałeczki szkła, które do dzisiaj można tutaj znaleźć.
Wśród zbiorowisk roślinnych dominuje łąka ostrożeniowa z ostrożniem łąkowym, na podmokłych miejscach występują młaki kozłkowo-turzycowe z ok. 40–50 gatunkami. Wśród nich liczna jest knieć górska, wełnianka szerokolistna i kozłek całolistny. Z chronionych roślin występuje gółka długoostrogowa z rodziny storczykowatych. Z ciekawszych roślin warto wymienić nielicznie tutaj występującego orlika pospolitego i jaskra platanolistnego.
Nazwa polany pochodzi od słowa „truś” oznaczającego w miejscowej gwarze królika.
Polana znajduje się na obszarze Gorczańskiego Parku Narodowego, w granicach wsi Lubomierz w województwie małopolskim, w powiecie limanowskim, w gminie Mszana Dolna.

## Szlaki turystyczne
Przez polanę prowadzi szlak turystyki pieszej i rowerowej, zaczynają się na niej także dwie ścieżki edukacyjne: „Dolina Gorcowego Potoku” i „Dolina Kamienicy”.
 szlak pieszy: Rzeki – Trusiówka – Papieżówka – Borek. Odległość 9,8 km, suma podejść 230 m, czas przejścia 2 godz. 50 min, z powrotem 2 godz. 10 min.

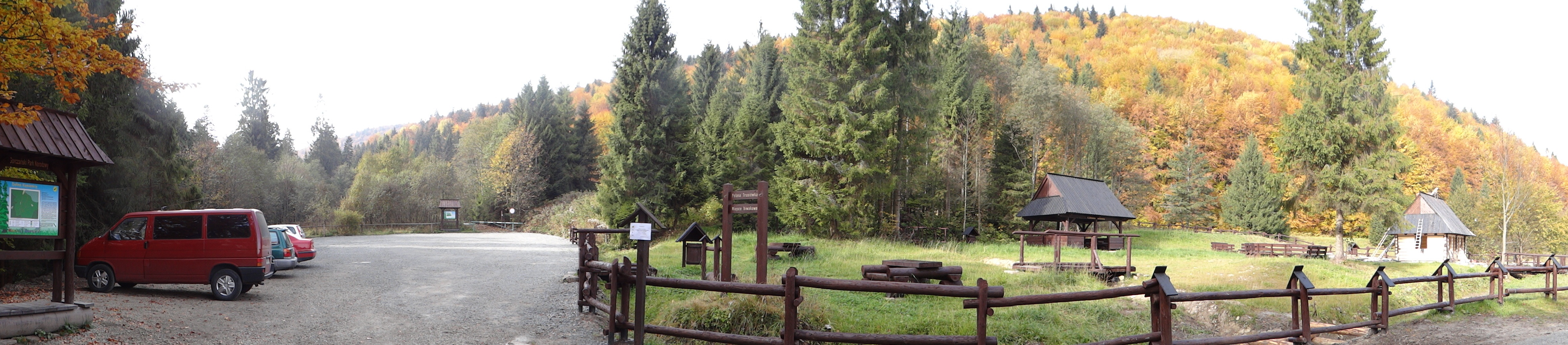
Trusiówka w 2013 r.
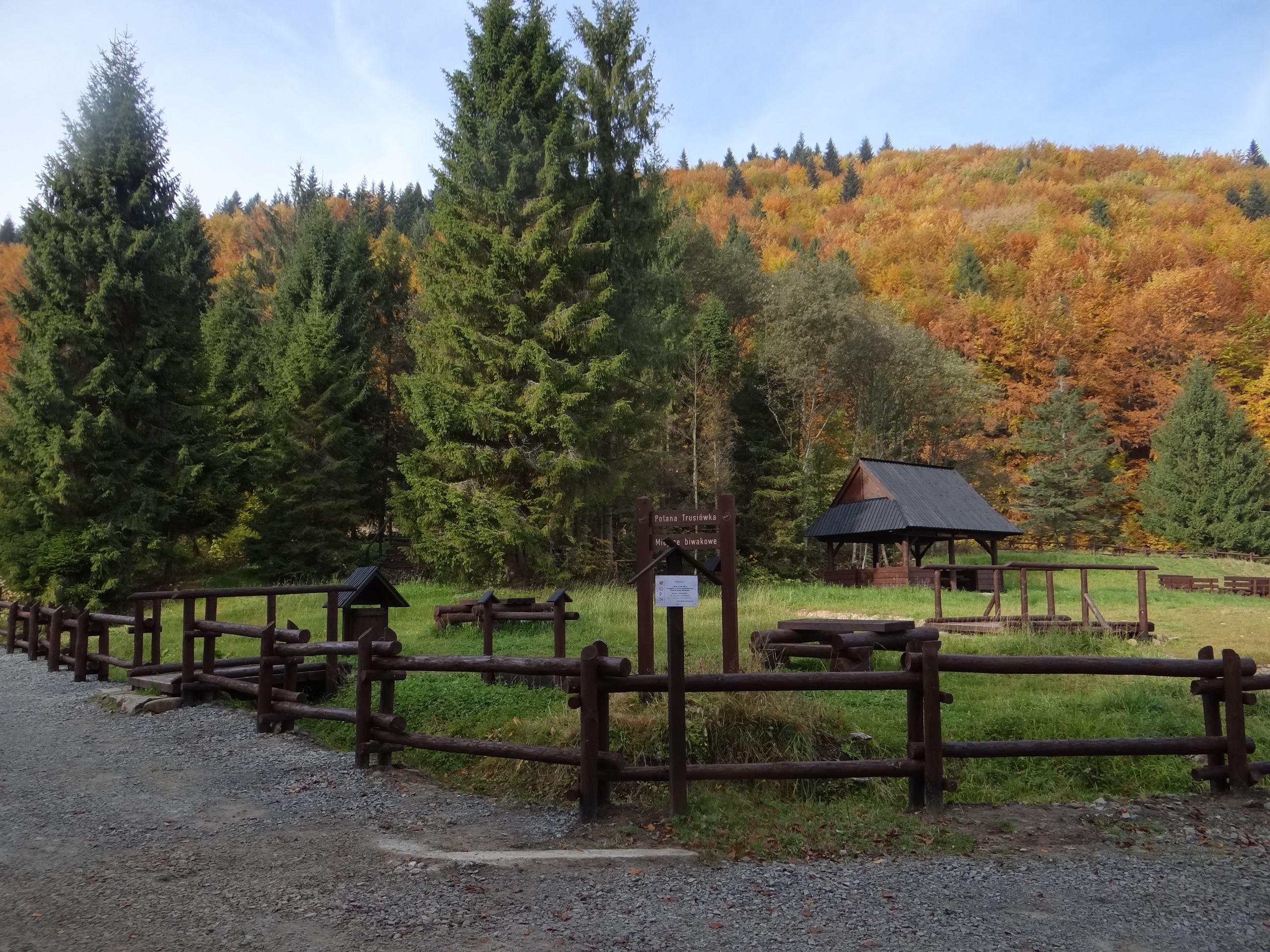